# Associazione Calcio Bellinzona 2009-2010
Questa voce raccoglie le informazioni riguardanti l'Associazione Calcio Bellinzona nelle competizioni ufficiali della stagione 2009-2010.

## Stagione
Nella stagione 2009-2010 il Bellinzona, allenato da Marco Schällibaum, Davide Belotti, Alberto Cavasin e Roberto Morinini, concluse il campionato di Super League al 9º posto e vinse il doppio spareggio promozione-retrocessione con il Lugano. In Coppa Svizzera il Bellinzona fu eliminato al secondo turno dal Kriens.

## Rosa
| N. |                                 | Ruolo | Calciatore              |
| -- | ------------------------------- | ----- | ----------------------- |
| 1  | Italia (bandiera)               | P     | Matteo Gritti           |
| 2  | Italia (bandiera)               | C     | Aimo Diana              |
| 3  | Francia (bandiera)              | C     | Hemza Mihoubi           |
| 4  | Svizzera (bandiera)             | D     | Siqueira Barras         |
| 5  | Svizzera (bandiera)             | D     | Alessandro Mangiarratti |
| 6  | Svizzera (bandiera)             | D     | Jérôme Thiesson         |
| 7  | Italia (bandiera)               | D     | Angelo Raso             |
| 8  | Svizzera (bandiera)             | C     | Gürkan Sermeter         |
| 10 | Italia (bandiera)               | C     | Andrea Conti            |
| 11 | Bosnia ed Erzegovina (bandiera) | A     | Igor Mijatovic          |
| 12 | Croazia (bandiera)              | P     | David Sugar             |
| 13 | Svizzera (bandiera)             | C     | Pajtim Kasami           |
| 14 | Italia (bandiera)               | C     | Maurizio Ciaramitaro    |
| 15 | Nigeria (bandiera)              | C     | Adewale Wahab           |

| N. |                      | Ruolo | Calciatore            |
| -- | -------------------- | ----- | --------------------- |
| 17 | Francia (bandiera)   | C     | Yacine Hima           |
| 19 | Svizzera (bandiera)  | C     | Genc Mehmeti          |
| 20 | Italia (bandiera)    | A     | Fausto Rossini        |
| 21 | Venezuela (bandiera) | C     | Frank Feltscher       |
| 22 | Svizzera (bandiera)  | C     | Manuel Rivera         |
| 23 | Ghana (bandiera)     | C     | Mark Edusei           |
| 24 | Mali (bandiera)      | C     | Drissa Diarra         |
| 25 | Italia (bandiera)    | D     | Iacopo La Rocca       |
| 26 | Andorra (bandiera)   | D     | Ildefons Lima         |
| 27 | Italia (bandiera)    | D     | Paolo Carbone         |
| 27 | Svizzera (bandiera)  | D     | Igor Đurić            |
| 30 | Italia (bandiera)    | P     | Carlo Zotti           |
| 32 | Svizzera (bandiera)  | A     | Alessandro Ciarrocchi |
| 33 | Nigeria (bandiera)   | A     | Ikechukwu Kalu        |

## Organigramma societario
Area tecnica
- Allenatore: Roberto Morinini
- Allenatore in seconda: Marco Ragini
- Preparatore dei portieri:
- Preparatori atletici:

## Calciomercato

### Sessione estiva
| Acquisti | Acquisti             | Acquisti          | Acquisti |
| R.       | Nome                 | da                | Modalità |
| -------- | -------------------- | ----------------- | -------- |
| C        | Maurizio Ciaramitaro | Palermo           |          |
| D        | Paolo Carbone        | Chiasso           |          |
| A        | Gaspar               | Vaduz             |          |
| D        | Ildefons Lima        | Triestina         |          |
| C        | Ibrahim Maaroufi     | L.R. Vicenza      |          |
| C        | Hemza Mihoubi        | Lecce             |          |
| A        | Andrea Russotto      | Napoli            |          |
| P        | David Sugar          | La Chaux-de-Fonds |          |

| Cessioni | Cessioni          | Cessioni               | Cessioni |
| R.       | Nome              | a                      | Modalità |
| -------- | ----------------- | ---------------------- | -------- |
| A        | Dragan Mihajlović | Parma U19              |          |
| C        | Roland Bättig     | Thun                   |          |
| P        | Lorenzo Bucchi    | Grasshoppers           |          |
| C        | Drissa Diarra     | Lecce                  |          |
| D        | Emiliano Dudar    | Young Boys             |          |
| C        | Stefano Milani    | Locarno                |          |
| A        | Jocelyn Roux      | Thun                   |          |
| C        | Denis Shcherbak   | Kryl'ja Sovetov Samara |          |

### Sessione invernale
| Acquisti | Acquisti   | Acquisti | Acquisti |
| R.       | Nome       | da       | Modalità |
| -------- | ---------- | -------- | -------- |
| C        | Aimo Diana | Torino   |          |
| D        | Igor Đurić | Eupen    |          |

| Cessioni | Cessioni          | Cessioni        | Cessioni |
| R.       | Nome              | a               | Modalità |
| -------- | ----------------- | --------------- | -------- |
| A        | Mauro Lustrinelli | Young Boys      |          |
| A        | Gaspar            | Losanna         |          |
| A        | Andrea Russotto   | Crotone         |          |
| A        | Shkëlzen Gashi    | Neuchâtel Xamax |          |
| C        | Ibrahim Maaroufi  | MVV             |          |

## Risultati

### Super League

#### Prima fase, girone di andata
| Arbitro: | Laperrière |

|                |           |                |
| Ciarrocchi 18’ | Marcatori | 56’ Gavranović |

| Arbitro: | Grossen |

|           |           |                             |
| Conti 37’ | Marcatori | 26’ Ianu 76’ (rig.) Renggli |

| Arbitro: | Graf |

|                                                       |           |                 |
| Đurić 10’ Rochat 68’ Margairaz 75’ (rig.) Vásquez 90’ | Marcatori | 77’ Lustrinelli |

| Arbitro: | Circhetta |

|                                           |           |              |
| Gaspar 47’ Lustrinelli 53’, 56’ Conti 64’ | Marcatori | 79’ Bengondo |

| Arbitro: | Wermelinger |

|                                                 |           |                                  |
| Doumbia 14’ (rig.) Schneuwly 15’, 29’ Degen 87’ | Marcatori | 67’ (aut.) Wölfli 81’ Ciarrocchi |

| Arbitro: | Zimmermann |

|              |           |                 |
| Costanzo 64’ | Marcatori | 56’ Lustrinelli |

| Bellinzona 23 agosto 2009, ore 16:00 CEST 7ª giornata | Bellinzona | 0 – 0 referto | Grasshoppers | Stadio comunale (3 849 spett.)\| Arbitro: \| Hänni \| |
| Arbitro:                                              | Hänni      |               |              |                                                       |

| Arbitro: | Bieri |

|                                  |           |                 |
| Marin 29’, 49’ Mpenza 38’ (rig.) | Marcatori | 12’ Lustrinelli |

| Arbitro: | Wermelinger |

|                         |           |                                   |
| Ciarrocchi 54’ Hima 85’ | Marcatori | 5’, 90’ (rig.) Huggel 32’ Stocker |

#### Prima fase, girone di ritorno
| Arbitro: | Grossen |

|                                                    |           |          |
| Aganović 17’ Nuzzolo 39’ Gavranović 65’ Niasse 90’ | Marcatori | 18’ Hima |

| Arbitro: | Graf |

|                                     |           |  |
| Mangiarratti 47’ (aut.) Lambert 90’ | Marcatori |  |

| Arbitro: | Zimmermann |

|                                               |           |                                 |
| Sermeter 42’ Gashi 59’ Lustrinelli 89’ (rig.) | Marcatori | 38’ Vonlanthen 90’ Schönbächler |

| Arbitro: | Hänni |

|             |           |                      |
| Stojkov 15’ | Marcatori | 80’, 82’ Lustrinelli |

| Arbitro: | Circhetta |

|              |           |                                                                               |
| Sermeter 86’ | Marcatori | 15’ (rig.) Yapi Yapo 22’, 24’, 38’ Doumbia 47’ Degen 62’ Sutter 84’ Schneider |

| Arbitro: | Zimmermann |

|  |           |                                                     |
|  | Marcatori | 25’, 31’ Costanzo 57’ Frei 61’ Abegglen 69’ Merenda |

| Arbitro: | Bieri |

|                                                                           |           |  |
| Lulić 12’, 70’ Zárate 20’, 76’ Callà 40’ Smiljanić 65’ (rig.), 88’ (rig.) | Marcatori |  |

| Arbitro: | Wermelinger |

|                                  |           |               |
| Hima 38’ Lima 69’ Ciarrocchi 81’ | Marcatori | 42’ Domínguez |

| Arbitro: | Grossen |

|                          |           |                         |
| Frei 17’, 74’ Cabral 54’ | Marcatori | 35’ Ciarrocchi 42’ Lima |

#### Seconda fase, girone di andata
| Arbitro: | Circhetta |

|                                                                   |           |                                    |
| Aquaro 3’ Stoll 24’ Bengondo 36’ Lang 44’ Bastida 46’ Mustafi 87’ | Marcatori | 14’ Edusei 34’ Lima 52’ Ciarrocchi |

| Arbitro: | Hänni |

|  |           |                          |
|  | Marcatori | 56’ (rig.), 90’ Costanzo |

| Arbitro: | Wermelinger |

|                            |           |          |
| Chiumiento 45’ (rig.), 80’ | Marcatori | 43’ Lima |

| Arbitro: | Grossen |

|  |           |                                      |
|  | Marcatori | 45’ Chipperfield 62’ (rig.) Streller |

| Arbitro: | Bieri |

|                 |           |            |
| Bühler 57’, 67’ | Marcatori | 23’ Diarra |

| Arbitro: | Circhetta |

|                                 |           |                       |
| Sermeter 48’ Feltscher 56’, 66’ | Marcatori | 14’ Kuljić 33’ Dampha |

| Arbitro: | Laperrière |

|                        |           |  |
| Alphonse 36’ Đurić 63’ | Marcatori |  |

| Arbitro: | Gangl |

|            |           |                                |
| Diarra 33’ | Marcatori | 41’, 90’ Doumbia 72’ Yapi Yapo |

| Arbitro: | Graf |

|                       |           |  |
| Khalifa 16’ Zuber 41’ | Marcatori |  |

#### Seconda fase, girone di ritorno
| Arbitro: | Bieri |

|              |           |                        |
| Sermeter 48’ | Marcatori | 12’ Khalifa 90’ Zárate |

| Arbitro: | Circhetta |

|                           |           |            |
| Bienvenu 72’ Affolter 90’ | Marcatori | 53’ Kasami |

| Arbitro: | Hänni |

|          |           |                                                   |
| Hima 90’ | Marcatori | 8’ Aegerter 65’ Đurić 66’ Alphonse 82’ Vonlanthen |

| Arbitro: | Laperrière |

|                       |           |  |
| Nuzzolo 5’ Kuljić 54’ | Marcatori |  |

| Arbitro: | Zimmermann |

|                    |           |             |
| Conti 10’ Kalu 85’ | Marcatori | 19’ Vanczák |

| Arbitro: | Studer |

|                                         |           |  |
| Streller 10’, 76’ Chipperfield 32’, 57’ | Marcatori |  |

| Bellinzona 6 maggio 2010, ore 19:45 CEST 34ª giornata | Bellinzona | 0 – 0 referto | Lucerna | Stadio comunale (2 500 spett.)\| Arbitro: \| Circhetta \| |
| Arbitro:                                              | Circhetta  |               |         |                                                           |

| Arbitro: | Grossen |

|             |           |                         |
| Merenda 82’ | Marcatori | 1’ Kasami 80’ Feltscher |

| Arbitro: | Zimmermann |

|            |           |                      |
| Diarra 52’ | Marcatori | 10’ Lang 24’ Marazzi |

### Coppa Svizzera
| 19 settembre 2009, ore 18:00 CEST Primo turno | Losone Sportiva | 1 – 4 | Bellinzona |  |

| 17 ottobre 2009, ore 17:30 CEST Secondo turno | Kriens | 5 – 4 | Bellinzona |  |

### Spareggio promozione-retrocessione
| Arbitro: | Laperrière |

|                           |           |               |
| Mihoubi 27’ Feltscher 90’ | Marcatori | 70’ Montandon |

| Lugano 24 maggio 2010, ore 16:00 CEST Relegation | Lugano    | 0 – 0 referto | Bellinzona | Stadio di Cornaredo (6 500 spett.)\| Arbitro: \| Circhetta \| |
| Arbitro:                                         | Circhetta |               |            |                                                               |

## Statistiche

### Statistiche di squadra
| Competizione                       | Punti | In casa | In casa | In casa | In casa | In casa | In casa | In trasferta | In trasferta | In trasferta | In trasferta | In trasferta | In trasferta | Totale | Totale | Totale | Totale | Totale | Totale | DR  |
| Competizione                       | Punti | G       | V       | N       | P       | Gf      | Gs      | G            | V            | N            | P            | Gf           | Gs           | G      | V      | N      | P      | Gf     | Gs     | DR  |
| ---------------------------------- | ----- | ------- | ------- | ------- | ------- | ------- | ------- | ------------ | ------------ | ------------ | ------------ | ------------ | ------------ | ------ | ------ | ------ | ------ | ------ | ------ | --- |
| Super League                       | 25    | 18      | 5       | 3       | 10      | 24      | 40      | 18           | 2            | 1            | 15           | 18           | 52           | 36     | 7      | 4      | 25     | 42     | 92     | -50 |
| Spareggio promozione-retrocessione | -     | 1       | 1       | 0       | 0       | 2       | 1       | 1            | 0            | 1            | 0            | 0            | 0            | 2      | 1      | 1      | 0      | 2      | 1      | +1  |
| Coppa Svizzera                     | -     | 0       | 0       | 0       | 0       | 0       | 0       | 2            | 1            | 0            | 1            | 8            | 6            | 2      | 1      | 0      | 1      | 8      | 6      | +2  |
| Totale                             | 25    | 19      | 6       | 3       | 10      | 26      | 41      | 21           | 3            | 2            | 16           | 26           | 58           | 40     | 9      | 5      | 26     | 52     | 99     | -47 |

### Andamento in campionato
| Giornata  | 1 | 2 | 3  | 4 | 5 | 6 | 7 | 8 | 9 | 10 | 11 | 12 | 13 | 14 | 15 | 16 | 17 | 18 | 19 | 20 | 21 | 22 | 23 | 24 | 25 | 26 | 27 | 28 | 29 | 30 | 31 | 32 | 33 | 34 | 35 | 36 |
| --------- | - | - | -- | - | - | - | - | - | - | -- | -- | -- | -- | -- | -- | -- | -- | -- | -- | -- | -- | -- | -- | -- | -- | -- | -- | -- | -- | -- | -- | -- | -- | -- | -- | -- |
| Luogo     | C | C | T  | C | T | T | C | T | C | T  | T  | C  | T  | C  | C  | T  | C  | T  | T  | C  | T  | C  | T  | C  | T  | C  | T  | C  | T  | C  | T  | C  | T  | C  | T  | C  |
| Risultato | N | P | P  | V | P | N | N | P | P | P  | P  | V  | V  | P  | P  | P  | V  | P  | P  | P  | P  | P  | P  | V  | P  | P  | P  | P  | P  | P  | P  | V  | P  | N  | V  | P  |
| Posizione | 5 | 9 | 10 | 8 | 8 | 9 | 9 | 9 | 9 | 9  | 9  | 9  | 9  | 9  | 9  | 9  | 9  | 9  | 9  | 9  | 9  | 9  | 9  | 9  | 9  | 9  | 9  | 9  | 9  | 9  | 9  | 9  | 9  | 9  | 9  | 9  |

Legenda:

Luogo: C = Casa; T = Trasferta. Risultato: V = Vittoria; N = Pareggio; P = Sconfitta.

### Statistiche dei giocatori
| S. Barras       | 21 | 0 | 3  | 0 |
| P. Carbone      | 4  | 0 | 1  | 0 |
| M. Ciaramitaro  | 11 | 0 | 4  | 0 |
| A. Ciarrocchi   | 30 | 6 | 5  | 0 |
| A. Conti        | 25 | 3 | 6  | 0 |
| A. Diana        | 15 | 0 | 0  | 0 |
| D. Diarra       | 15 | 3 | 6  | 0 |
| M. Edusei       | 11 | 1 | 2  | 0 |
| F. Feltscher    | 27 | 3 | 5  | 0 |
| S. Gashi        | 13 | 1 | 2  | 0 |
| G. Gaspar       | 9  | 1 | 1  | 0 |
| M. Gritti       | 19 | 0 | 2  | 0 |
| Y. Hima         | 26 | 4 | 11 | 0 |
| I. Kalu         | 6  | 1 | 0  | 0 |
| P. Kasami       | 10 | 2 | 3  | 0 |
| I. Lima         | 24 | 4 | 10 | 2 |
| M. Lustrinelli  | 18 | 8 | 2  | 0 |
| A. Mangiarratti | 28 | 0 | 4  | 1 |
| G. Mehmeti      | 22 | 0 | 7  | 1 |
| D. Mihajlović   | 4  | 0 | 0  | 0 |
| H. Mihoubi      | 7  | 0 | 1  | 0 |
| I. Mijatovic    | 2  | 0 | 0  | 0 |
| A. Raso         | 21 | 0 | 4  | 0 |
| M. Rivera       | 12 | 0 | 4  | 0 |
| I. Rocca        | 25 | 0 | 4  | 1 |
| F. Rossini      | 7  | 0 | 3  | 1 |
| A. Russotto     | 8  | 0 | 1  | 0 |
| G. Sermeter     | 22 | 4 | 2  | 0 |
| D. Sugar        | 0  | 0 | 0  | 0 |
| J. Thiesson     | 34 | 0 | 6  | 0 |
| A. Wahab        | 4  | 0 | 1  | 0 |
| C. Zotti        | 18 | 0 | 3  | 3 |
| I. Đurić        | 3  | 0 | 3  | 0 |